# Vanda (série)
Vanda é uma série de televisão via streaming de origem portuguesa, dos géneros suspense, ação, criminal e drama biográfico criada por Patrícia Müller e com a co-autoria de Carmen Jimenez para a plataforma OPTO. Composta por 8 episódios, estreou a 24 de março e terminou a 12 de maio de 2022. A série passa-se na Costa da Caparica, onde acompanha os 12 assaltos de uma mulher conhecida como a "Viúva Negra", cujos assaltos se encontram cheios de peripécias e de roubos criativos que impulsionam a história e mudam a vida da assaltante para sempre. A série apresenta Gabriela Barros, Joana de Verona e João Baptista no elenco principal.

## Sinopse
Vanda Lopes é uma mulher feliz, casada, com dois filhos, dona de um salão de cabeleireiro e com uma vida tranquila. Um dia apanha Mário, o seu marido, com outra mulher e o seu mundo desmorona, até descobrir que Mário - gerente do seu salão - lhe roubou todo o dinheiro. Vanda é deixada sem um tostão e não pode ficar nesta situação durante muito mais tempo. A ficar sem cabeça, compra uma pistola de plástico e assalta um banco. Vanda começa a ser rastreada pela polícia desde o primeiro assalto por Elisa, uma
psicóloga forense da Polícia Judiciária com foco em mulheres criminosas, que fica encarregue do caso, estudando as imagens das câmaras de vigilância e dedicando-se a encontrar a pessoa que quebrou com todos os métodos existentes do assalto bancário. Vanda trabalha sozinha e usa vários disfarces, o que a torna conhecida por Viúva Negra. Vanda será apanhada quando Vanda conseguir juntar todas as peças do quebra-cabeças e descobrir que ela cometeu vários erros de principiante em todo o processo...
No total, veremos a história dos seus assaltos criativos e cheios de ação que formam a espinha dorsal desta série e que vão mudar a vida de Vanda para sempre.

## Elenco

### Elenco principal
| Ator/Atriz      | Personagem      |
| --------------- | --------------- |
| Gabriela Barros | Vanda Lopes     |
| Joana de Verona | Elisa Gonçalves |
| João Baptista   | Mário Lopes     |

### Elenco recorrente
| Ator/Atriz      | Personagem      |
| --------------- | --------------- |
| Raúl Prieto     | Gonzalo Ramirez |
| Mariana Cardoso | Gabriela Lopes  |
| Santiago André  | Jorge Lopes     |
| Isabél Zuaa     | Mónica          |
| Paulo Calatré   | Manel           |
| Tomás Taborda   | Cobra           |

### Elenco adicional
| Ator/Atriz       | Personagem          |
| ---------------- | ------------------- |
| Mauro Hermínio   | Alfredo             |
| Joana Manuel     | Olga                |
| Teresa Faria     | Maria               |
| Marta Gil        | Celeste             |
| Edson Morais     | Filho de Mónica     |
| Pedro Casablanc  | Eremita             |
| Rui Luís Brás    | Pai de Cobra        |
| Margarida Bakker | Vendedora de carros |

## Produção
A autora Patrícia Müller revelou ao site Fantastic que iria ser a autora de uma série para a SIC inspirada em fatos reais, com o titulo inicial de ‘A Viúva Negra’, cuja história é baseada na história real de Dulce Caroço, uma mulher portuguesa que roubou 12 bancos armada com uma pistola de plástico, ficando assim conhecida por Viúva Negra e sendo, mais tarde, condenada a sete anos de prisão, tendo sido revelado que a série seria produzida pela SPi e o seu título inicial em inglês da série, cuja série mais tarde se revelou que iria ser exclusiva da OPTO, a plataforma de streaming da SIC, tratando-se de uma co-produção entre Portugal, Espanha e Estados Unidos, cuja produtora portuguesa SPi se iria juntar à espanhola La Panda e à Legendary Pictures dos Estados Unidos, contando também com a colaboração de uma argumentista espanhola Carmen Jimenez e com Pablo Gomez na equipa de realização ao lado do realizador português Simão Cayatte, num contributo da parceria com a Legendary Pictures. Mais tarde é revelado que a série se passaria a chamar ‘Vanda’.
Com a confirmação das séries que iriam contar com o apoio do ICA em julho de 2020, foi revelado que a série iria ser financiada com o valor de 468.000€.

### Escolha do elenco
O primeiro nome anunciado para o elenco foi o ator João Baptista. Mais tarde, juntaram-se a ele as atrizes Joana de Verona e Gabriela Barros, sendo eles três os protagonistas da história, juntando-se ainda atores como Teresa Faria e Edson Morais. Ainda mais tarde, juntaram-se nomes como Pedro Casablanc e Raúl Prieto.

### Gravações
As gravações começaram a 3 de agosto e terminaram em setembro de 2021.

## Exibição

### Exibição internacional
Na França, a série foi lançada a 6 de março de 2023 no canal pago Canal+ e no Polar+. Adquirida também para a Austrália, foi lançada a 23 de março de 2023 na SBS On Demand. No Brasil, começou a ser exibida pela plataforma de streaming Lionsgate+ a 12 de maio de 2023 com um novo episódio por semana, terminando ainda no mesmo ano, a 7 de julho. Está prevista ser lançada ainda em 2023 nos Estados Unidos, na plataforma de streaming Hulu.
| País           | Transmissão   | Título adaptado | Lançamento                      |
| -------------- | ------------- | --------------- | ------------------------------- |
| França         | Canal+ Polar+ | Vanda           | 6 de março de 2023              |
| Austrália      | SBS On Demand | Vanda           | 23 de março de 2023             |
| Brasil         | Lionsgate+    | Vanda           | 12 de maio – 7 de julho de 2023 |
| Estados Unidos | Hulu          | Vanda           | 2023                            |

## Episódios
| N.º | Título       | Realização por              | Escrito por     | Exibição original   |
| --- | ------------ | --------------------------- | --------------- | ------------------- |
| 1 | "Episódio 1" | Simão Cayatte e Pablo Gomez | Patrícia Müller | 24 de março de 2022 |
| Vanda está no limite. Com uma peruca, um par de óculos escuros e uma pistola de plástico, decide cometer um assalto.                                                                                            |              |                             |                 |                     |
| 2 | "Episódio 2" | Simão Cayatte e Pablo Gomez | Patrícia Müller | 31 de março de 2022 |
| Elisa, psicóloga forense da Polícia Judiciária, com foco em mulheres criminosas, aproveita a oportunidade para investigar o caso de Vanda.                                                                      |              |                             |                 |                     |
| 3 | "Episódio 3" | Simão Cayatte e Pablo Gomez | Patrícia Müller | 7 de abril de 2022  |
| Elisa percebe que tem algo em comum com Vanda. Vanda entra em contacto com Gonzalo, pois percebe que pode precisar de um advogado.                                                                              |              |                             |                 |                     |
| 4 | "Episódio 4" | Simão Cayatte e Pablo Gomez | Patrícia Müller | 14 de abril de 2022 |
| Mário fica com a custódia de Gabriela e Jorge por 90 dias até Vanda provar que pode sustentá-los. |              |                             |                 |                     |
| 5 | "Episódio 5" | Simão Cayatte e Pablo Gomez | Patrícia Müller | 21 de abril de 2022 |
| Vanda e Gonzalo finalmente estão cara a cara. Ela viajou até Espanha para o conhecer, trazendo Jorge com ela.                                                                                                   |              |                             |                 |                     |
| 6 | "Episódio 6" | Simão Cayatte e Pablo Gomez | Patrícia Müller | 28 de abril de 2022 |
| Vanda compra um carro branco caro. Gabriela acusa a mãe de ser a "Viúva Negra". |              |                             |                 |                     |
| 7 | "Episódio 7" | Simão Cayatte e Pablo Gomez | Patrícia Müller | 5 de maio de 2022   |
| Vanda visita "O Eremita" na cadeia. Ele encoraja-a a sair da sua zona de conforto e dá dicas sobre um banco específico que pode resultar num grande assalto.                                                    |              |                             |                 |                     |
| 8 | "Episódio 8" | Simão Cayatte e Pablo Gomez | Patrícia Müller | 12 de maio de 2022  |
| Vanda comete o seu maior assalto. Determinada, entra e aproxima-se de uma grávida que entra em pânico. O telefone do banco começa a tocar. É o negociador do GOE. A polícia cerca o prédio. Vanda foi apanhada. |              |                             |                 |                     |